# Zagorje (Kršan)
 Zagorje  (másképpen Plominsko Zagorje olaszul:  Zagorie di Fianona) falu Horvátországban, Isztria megyében. Közigazgatásilag Kršanhoz tartozik.

## Fekvése
Az Isztriai-félsziget keleti részén, Labintól 12 km-re északkeletre, községközpontjától 8 km-re délkeletre, a tengerparttól 600 m-re a brestovai kompkikötő közelében fekszik.

## Története
A falunak 1880-ban 224, 1910-ben 343 lakosa volt. 2011-ben 115 lakosa volt.

## Lakosság
| Lakosság változása | Lakosság változása | Lakosság változása | Lakosság változása | Lakosság változása | Lakosság változása | Lakosság változása | Lakosság változása | Lakosság változása | Lakosság változása | Lakosság változása | Lakosság változása | Lakosság változása | Lakosság változása | Lakosság változása | Lakosság változása |
| ------------------ | ------------------ | ------------------ | ------------------ | ------------------ | ------------------ | ------------------ | ------------------ | ------------------ | ------------------ | ------------------ | ------------------ | ------------------ | ------------------ | ------------------ | ------------------ |
| 1857               | 1869               | 1880               | 1890               | 1900               | 1910               | 1921               | 1931               | 1948               | 1953               | 1961               | 1971               | 1981               | 1991               | 2001               | 2011               |
| 0                  | 0                  | 224                | 334                | 370                | 343                | 0                  | 0                  | 198                | 156                | 134                | 99                 | 91                 | 81                 | 119                | 115                |

## Nevezetességei
Szent Katalin tiszteletére szentelt kápolnája Valentin Lukas oltárképével. Az épület az egykori Baći faluban állt. Egyhajós barokk épület, centrális alaprajzzal, a középső rész feletti medalionokon nyugvó kupolával. Alaprajza és építészeti koncepciója alapján az Isztria szakrális építészetének egyedülálló példája. A belső térben az építészeti elrendezés kereszt alaprajzra utal: ívek keretezik az épület egyedi kompakt tömbjébe írt sekély kápolnákat. Homlokzata egyszerű, téglalap alakú portállal és fölötte kis ablakkal, az oromzaton harangtoronnyal. A kápolnához minden év november 25-én elzarándokolnak a hívek.